# Parigi-Bourges 2012
La Parigi-Bourges 2012, sessantaduesima edizione della corsa e valevole come prova del circuito UCI Europe Tour 2012 categoria 1.1, si svolse il 4 ottobre 2012 su un percorso di 190,9 km. Fu vinta dal francese Florian Vachon che giunse al traguardo con il tempo di 4h41'59", alla media di 40,61 km/h.
Al traguardo 132 ciclisti portarono a termine il percorso.

## Ordine d'arrivo (Top 10)
| Pos. | Corridore        | Squadra       | Tempo    |
| ---- | ---------------- | ------------- | -------- |
| 1    | Florian Vachon   | Bretagne      | 4h41'59" |
| 2    | Nacer Bouhanni   | FDJ-BigMat    | a 3"     |
| 3    | John Degenkolb   | Argos-Shimano | s.t.     |
| 4    | Jonathan Hivert  | Saur-Sojasun  | s.t.     |
| 5    | Paul Voss        | Endura Racing | s.t.     |
| 6    | Samuel Dumoulin  | Cofidis       | s.t.     |
| 7    | Björn Leukemans  | Vacansoleil   | s.t.     |
| 8    | Leonardo Duque   | Cofidis       | s.t.     |
| 9    | Yannick Martinez | La Pomme      | s.t.     |
| 10   | Ben Hermans      | RadioShack    | s.t.     |